# Yamaguchi Seishi

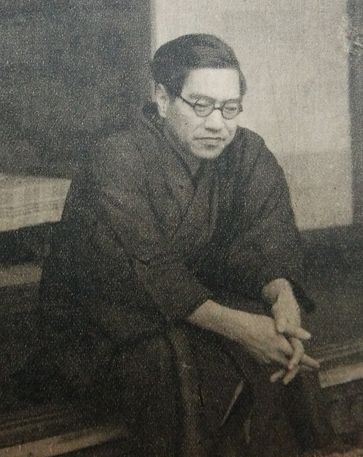
Yamaguchi Seishi

Yamaguchi Seishi (japanisch 山口 誓子; * 3. November 1901 in Kyōto; † 26. März 1994), eigentlich Yamaguchi Chikahiko (山口 新比古), war ein japanischer Haiku-Dichter der Taishō- und Shōwa-Zeit.

## Leben
Yamaguchi Seishi wurde als ältester Sohn von Yamaguchi Shinsuke (山口 新助) und dessen Frau Mineko (岑子) geboren. Seit seiner frühen Kindheit jedoch wurde er von seinem Großvater mütterlicherseits, Wakita Kaichi (脇田 嘉一), großgezogen und lebte abwechselnd in Kyōto, Tokio, auf Sachalin, damals Teil des japanischen Verwaltungsgebietes, und wieder in Kyōto. Nachdem er die Erste Mittelschule in Kyōto besucht hatte, wurde er in die Dritte Oberschule eingeschult. Durch die Teilnahme an der dortigen Haiku-Gemeinschaft begann er, ernsthafte Haiku zu schreiben.
1922 schrieb er sich für ein Studium an der juristischen Fakultät der Kaiserlichen Universität Tokio ein. Auch dort nahm er an der Haiku-Gemeinschaft teil und wurde von Takahama Kyoshi persönlich unterwiesen. 1926 beendete er das Studium und arbeitete für die Sumitomo KG in Osaka. Zwei Jahre darauf, 1928, heiratete er Asai Umeko (浅井 梅子), besser bekannt unter dem Pseudonym Yamaguchi Hatsujo. Bei der Sumitomo KG oblagen Seishi hauptsächlich Aufgaben im Personalbereich, doch wegen eines Lungenleidens, das ihn bereits seit der Studienzeit plagte, wurde er 1940 beurlaubt und gab die Arbeit 1942 schließlich ganz auf, als auch ein Kuraufenthalt seinen Zustand nicht verbesserte. Er widmete sich daraufhin der Literatur.
Bereits zu Beginn der Shōwa-Zeit war er bei der von Takahama Kyoshi, seinem Lehrer, herausgegebenen Haiku-Zeitschrift Hototogisu aktiv geworden und wurde zusammen mit Awano Seiho, Mizuhara Shūōshi und Takano Sujū zu den „vier S“ gezählt worden. Er verwendete oft moderne Themen und befürwortete, wie auch Kyoshi, die objektive (Natur-)Skizze als Darstellungsmittel. In der sogenannten Shinkō-Haiku-Bewegung spielte er eine der leitenden Rollen, jedoch grenzte er sich stets scharf von Haiku ohne Jahreszeitenwörter ab. 1935 beteiligte er sich als Mitherausgeber an der Haiku-Zeitschrift Ashibi und vertrat, gemeinsam mit Mizuhara Shūōshi und einigen anderen, eine feste Form des Haiku mit Jahreszeitenwörtern.
1948 gründete er die Zeitschrift Tenrō (天狼, dt. „Sirius“, wörtl. „Himmelswolf“), die er selbst leitete, und versammelte zahlreiche befreundete Haikuisten und Schüler um sich, womit er einen bedeutenden Beitrag zur Wiederblüte des Haiku nach dem Kriege leistete. 1976 erhielt er den Orden des Heiligen Schatzes dritter Klasse, 1987 den Preis der Kunstakademie und ein Jahr später den Asahi-Preis. 1992 wurde er öffentlich wegen großer kultureller Verdienste gewürdigt.
Als Haikuist schrieb Seishi zahlreiche bedeutende Werke. Seine ungefähr 20.000 Bände umfassende Bibliothek stiftete er dem Seminar für Japanologie der Universität Kōbe, wofür er am 16. Juni 1988 als erster mit der Ehrendoktorwürde der Universität ausgezeichnet wurde.